# Decalius
Decalius  — американська депресивно-суїцидальна блек-метал-група, заснована Брауліо Авелар Родрігесом у 2019 році у Сіетлі, США..

## Коротка інформація
Decalius є проєктом музиканта Брауліо Авелар Родрігеса, єдиного і постійного учасника групи, який за час існування групи з 2019 року записав 4 повноформатних альбоми. Гурт має ліричні теми депресії та суїциду.

## Дискографія

### Повноформатні альбоми
- Isolated from Life (2021)
- Drowned, Rotten and Alone (2021)
- Exiled in the Dark (2022)
- Dehumanizing Loneliness (2023)

### Колаборації та спліти
- Submit Yourself to the Void (2021, Collaboration)
- A Negative Approach to Life (2022, Split)
- You Lied to Me (2023, Collaboration)
- Betrayed by Myself (2024, Split)